# قوت القلوب
قوت القلوب في معاملة المحبوب ووصف طريق المريد إلى مقام التوحيد، كتاب في علم التصوف يشتمل على ثمانية وأربعين فصلاً موزعاً في مجلدين، من تأليف أبو طالب المكي المتوفى سنة 386 هـ. والذي أخذ منه الغزالي في كتابه إحياء علوم الدين.